# Jakovlev Jak-17
Jakovlev Jak-17 (rusky: Як-17,  kód v rámci USAF/DOD: Type 16, v kódu NATO Feather) byl jeden z prvních sovětských proudových stíhacích letounů. Byl odvozen ze svého předchůdce Jaku-15.
Jak-17 byl vyvinut v roce 1947. Prototyp označený Jak-15U, konvertovaný z Jaku-15, poprvé vzlétl 6. června 1947. Nejviditelnějším rozdílem byl nový příďový podvozek. Méně viditelnou změnou oproti dřevěnému Jaku-15 byl vyšší podíl kovů v konstrukci. V březnu 1948 byl vydán příkaz k sériové výrobě a označení bylo změněno na Jak-17. Nový typ byl poprvé představen veřejnosti v roce 1949 na Sovětském leteckém dni v Tušinu. Vyráběny byly pouze dvě varianty:
jednomístný stíhač Jak-17 a dvoumístný cvičný letoun Jak-17UTI. Celkem bylo v letech 1948 až 1949 vyrobeno 430 kusů.
Jak-17 jako jeden z prvních sovětských proudových letounů trpěl mnoha neduhy, mezi něž patřila relativně nízká rychlost a dolet a nespolehlivý motor založený na německém Junkers Jumo 004, s komplikovaným startem. Na druhou stranu jeho ovládání bylo velmi jednoduché a podobné ovládání rozšířených pístových stíhačů Jak-3 a Jak-9, díky čemuž byl skvělým přechodovým typem na novou proudovou techniku.

## Varianty
- Jak-15U (Yak-15U-RD-10):
- UTI Yak-17-RD10 (Yak-21T): (nezaměňovat s dřívějším Jak-17-RD10)
- Jak-17:
- Yak-17UTI: (Type-26/Magnet) (také známý jako Jak-17V) – dvousedadlová cvičné verze poprvé představená veřejnosti v roce 1949 na Sovětském leteckém dni v Tušinu. Kanóny byly u této varianty odstraněny a nahrazeny kulometem UBS ráže 12,7 mm.
- Jak-21T
- Jak-17UTI

## Uživatelé
Bulharsko

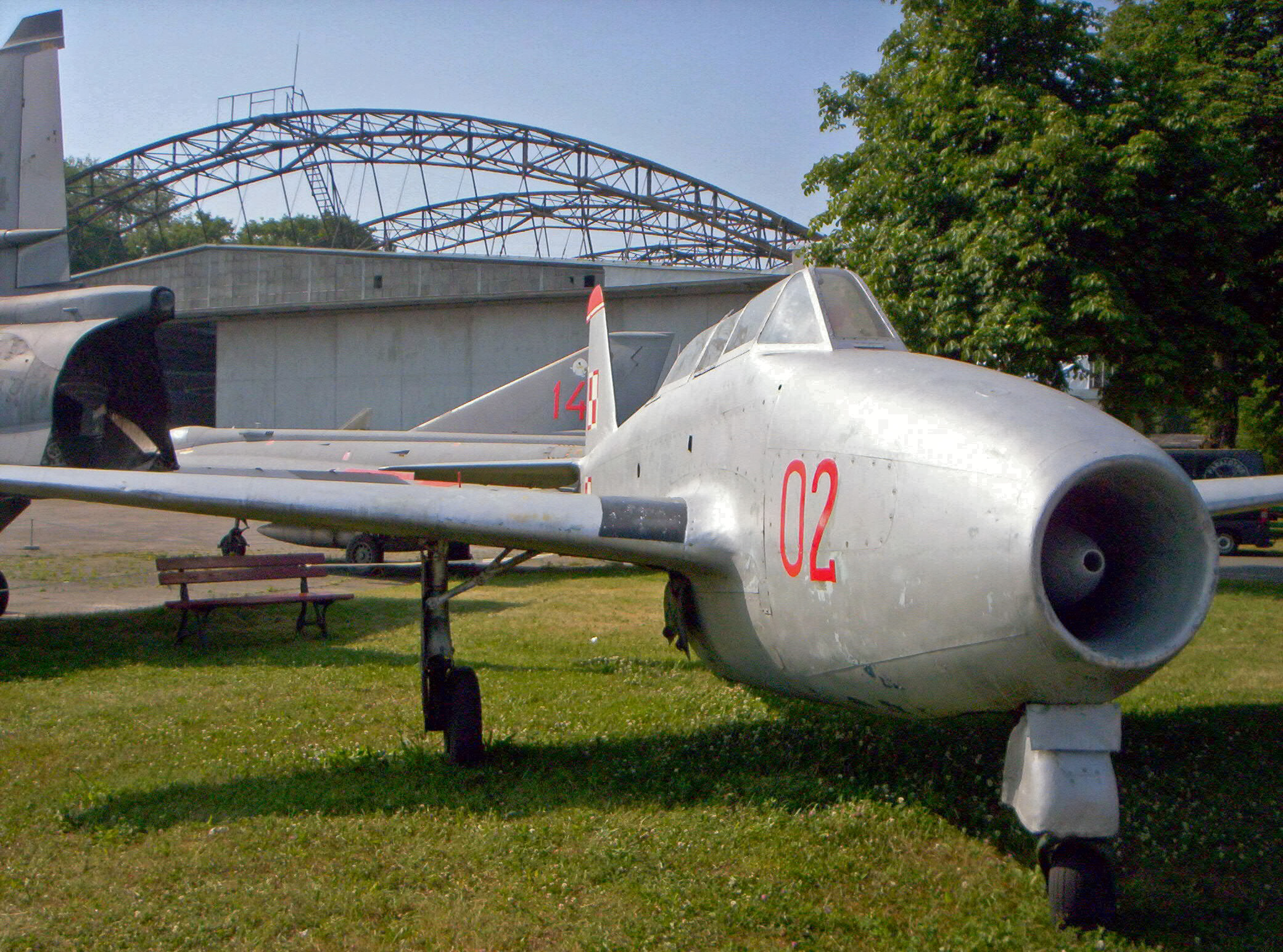
Cvičný Jak-17UTI, Polské letecké muzeu Krakow

- Bulharské letectvo používalo malý počet letadel Yak-17UTI mezi lety 1951-1954.

 Čína
- Letectvo Čínské lidové republiky

 Československo
- Československé letectvo zkoušelo 1 stroj (výrobní číslo IS-10001) dodaný 26. října 1949 pod označením S-100.[1]

 Polsko
- Polské letectvo používalo 3 Jaky-17 a 1 Jak-17UTI od roku 1950. Ze služby byly vyřazeny v roce 1955. Poslední Jak-17 s imatrikulací SP-GLM byl používán při testování v letech 1957–1960.

 Rumunsko
- Rumunské letectvo používalo devět Jaků-17UTIs jako cvičné pro Jak-23 mezi lety 1951 až 1958

 Sovětský svaz
- Sovětské letectvo používalo Jaky-17 od roku 1948 do začátku 50. let.

## Specifikace (Jak-17)

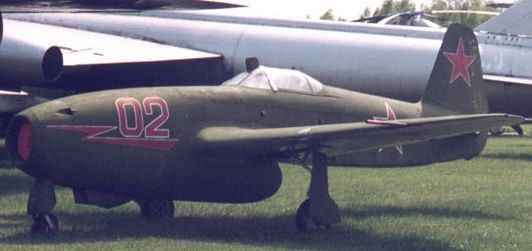
Jak-17, letecké muzeum Monino

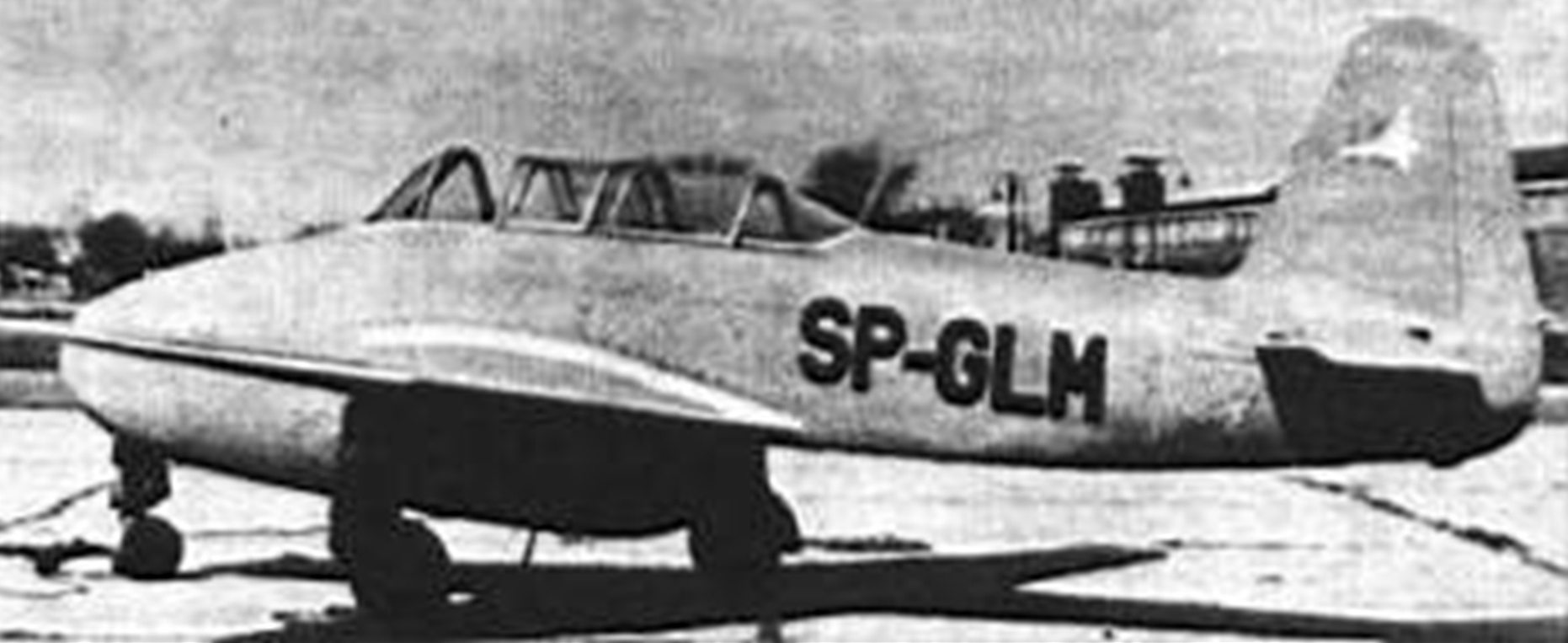
Jak-17UTI (SP-GLM)

### Technické údaje
- Osádka: 1 pilot
- Rozpětí: 9,20 m
- Délka: 8,70 m
- Výška: 2,30 m
- Nosná plocha: 14,9 m²
- Hmotnost prázdného stroje: 2081 kg
- Vzletová hmotnost : 2890 kg
- Max. vzletová hmotnost : 3240 kg
- Pohonná jednotka: 1× proudový motor Tumanskij RD-10 A
- Tah pohonné jednotky: 8,9 kN

### Výkony
- Maximální rychlost: 748 km/h
- Dolet: 395 km
- Dostup: 12 750 m
- Stoupavost: 12 m/s

### Výzbroj
- 2× kanón Nudelman-Suranov NS-23 ráže 23 mm s 60 náboji každý